# Aéroport de Bintulu
L'aéroport de Bintulu (code IATA : BTU • code OACI : WBGB) est un aéroport desservant la ville de Bintulu, dans l'état de Sarawak en Malaisie. L'aéroport se situe à 5 kilomètres au sud-ouest de la ville, et malgré sa taille modeste, il peut accueillir des appareils tels que des Boeing 747. En 2008, l'aéroport accueillait près de 770 000 passagers à l'année, pour 13 000 mouvements d'appareils.

## Histoire
L'histoire de l'aéroport de Bintulu débute en 1937, lorsque la colonie britannique établit une base aérienne.
Il fut ouvert au public dès le 1er Septembre 1955, avec une piste d'atterrissage de gazon pouvant recevoir des de Havilland DH.89 Dragon Rapide et des Scottish Aviation Twin Pioneer (en) de Borneo Airways (en).
En 1963, de plus gros appareils tels que des Douglas DC-3 sont accueillis. En 1966, la piste est recouverte de bitume, et le terminal est agrandi.
Le 1er juillet, Malaysia-Singapore Airlines (en) introduit des lignes régulières sur l'aéroport avec des Fokker 27. Le terminal et le tarmac sont agrandis en 1981 pour recevoir des Fokker 50.

## Situation
| Alor · Setar Ba'kelalan Bario Bintulu Ipoh Johor Bahru Kerteh Kota Bharu Kota · Kinabalu Kuala · Lumpur Kuala Terengganu Kuantan Kuching Kudat Labuan Lahad Datu Langkawi Lawas Limbang Long · Akah Long · Banga Long Lellang Long · Seridan Malacca Marudi Miri Mukah Mulu Pulau · Pangkor Penang Pulau Redang Sandakan Sibu Subang Tanjung · Manis Tawau |

## Compagnies aériennes et destinations
| Compagnies                           | Destinations                                   |
| ------------------------------------ | ---------------------------------------------- |
| AirAsia                              | Kuala Lumpur, Kuching, Singapour-Changi        |
| Malaysia Airlines                    | Kuala Lumpur                                   |
| Malaysia Airlines opéré par MASwings | Kota Kinabalu, Kuching, Miri, Mukah (en), Sibu |

Édité le 13/04/2018

## Trafic et Statistiques
Pour des raisons techniques, il est temporairement impossible d'afficher le graphique qui aurait dû être présenté ici.

Voir la requête brute et les sources sur Wikidata.